# Fundació Castell d’Alaró
La Fundació Castell d'Alaró és un organisme de base pública, constituït per part del Bisbat de Mallorca, el Consell de Mallorca i l'Ajuntament d'Alaró per gestionar l'espai de titularitat eclesiàstica i municipal del Puig d'Alaró.
La Fundació Castell d'Alaró es va fundar el dia 23 d'abril de 2001 com entitat sense finalitat de lucre i es regeix, especialment per la llei estatal 50/2002, de 26 de desembre, de fundacions i pel decret de la nostra Comunitat Autònoma 45/1998, de 14 d'abril, que crea i regula el registre únic i l'exercici del protectorat.
Les seves finalitats més importants són:
a) La rehabilitació i posterior conservació i manteniment del Castell d' Alaró i del camí d'accés.
b) La gestió i conservació de les instal·lacions del Castell d' Alaró.
c) Impulsar la realització d'activitats de tipus cultural, artístic, educatiu i científic al Castell d' Alaró.
d) Promoure la restauració i l'estudi arqueològic del patrimoni històric del Castell d' Alaró.
e) Difondre el coneixement del Castell d'Alaró entre la societat com a element representatiu del poble d'Alaró i de l'Illa de Mallorca.